# Gabriella Cilmi
Gabriella Cilmi (teljes nevén Gabriella Lucia Cilmi, Melbourne, 1991. október 10. –) ausztrál énekesnő. Legismertebb dala a Sweet About Me.

## Pályafutása
Jelenleg édesapjával, Joe-val, és édesanyjával, Paula-val él. Szülei olaszok, Calabria városából települtek át Ausztráliába. Van egy fiútestvére, Joseph. Fiatal korában megismerte és megszerette Nina Simone, Led Zeppelin, Janis Joplin, The Sweet, T-Rex és Cat Stevens dalait. Janis Joplin dalait énekli a legszívesebben.
2004-ben a Warner Music-tól Michael Parisi felkérte, hogy a Melbourne-i Lygon Street Festa fesztiválon énekelje el a Rolling Stones egyik dalát, a Jumping Jack Flash-t. 
13 évesen az USA-ba és Angliába ment, ahova elkísérte őt Adrian Hannan, és négy jelentős ajánlatot kapott. Ezután aláírta élete első lemezszerződését az angol Islands Records-szal.

## Diszkográfia

### Stúdióalbumok
- 2008 – Lessons to Be Learned
- 2010 – Ten
- 2013 – The Sting

### Kislemezek
- 2008 – Sweet About Me
- 2008 – Don't Wanna Go to Bed Now
- 2008 – Save The Lies
- 2008 – Sanctuary
- 2010 – On a Mission
- 2013 – The Sting
- 2013 – Symmetry